# Dolmen von Ménez-Liaven

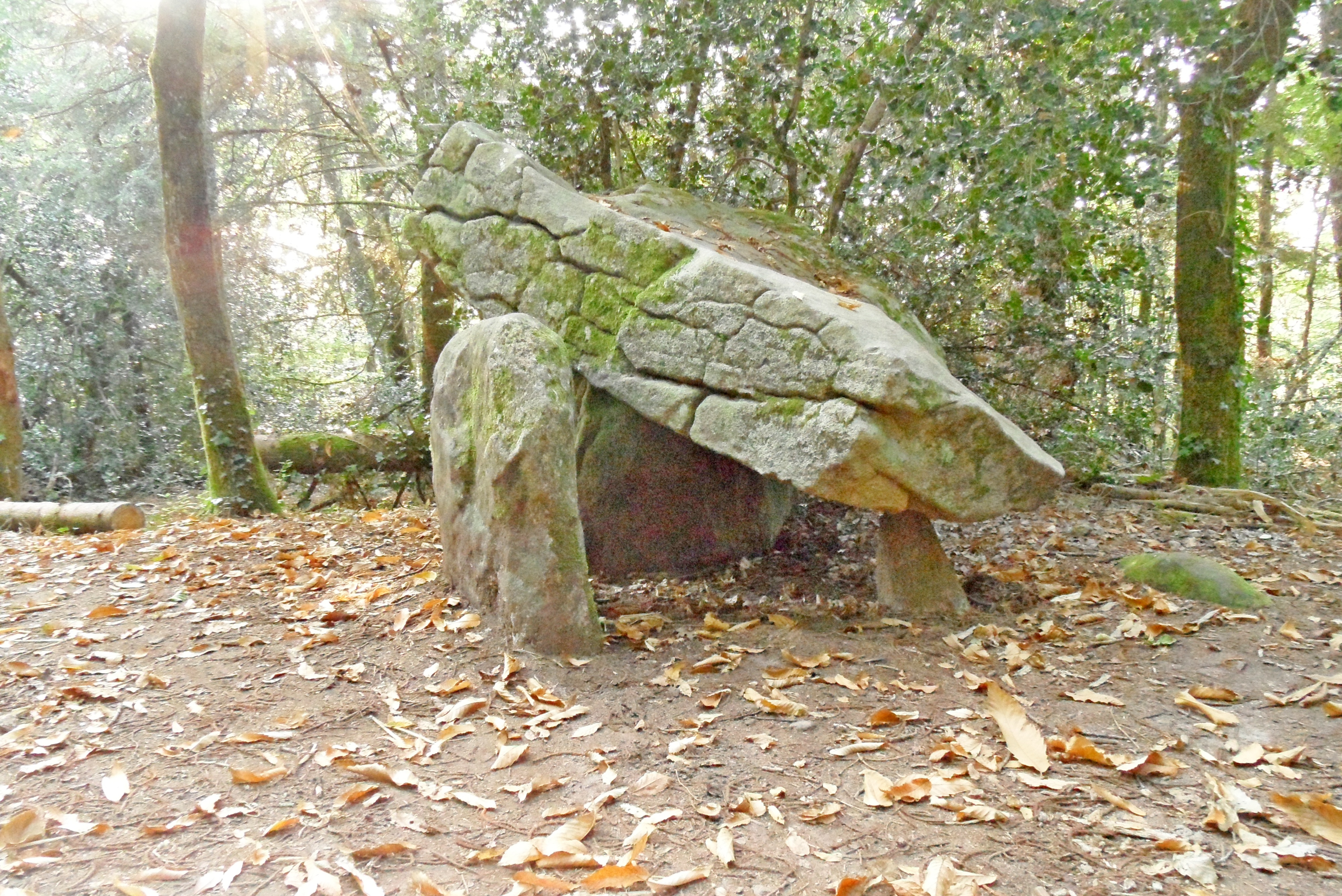
Dolmen von Ménez-Liaven

Der Dolmen von Ménez-Liaven (auch Menez Liaven geschrieben) liegt im Bois des Korrigans (deutsch „Wald der Feen“), etwa 1,5 km nordwestlich von Pluguffan, bei Quimper im Département Finistère in der Bretagne in Frankreich. Dolmen ist in Frankreich der Oberbegriff für Megalithanlagen aller Art (siehe: Französische Nomenklatur).
Der schräg auf drei teilweise verstürzten Tragsteinen aufliegende Deckstein misst etwa 2,0 × 2,0 Meter und ist einen halben Meter dick.